# 斯旺夸特 (北卡羅萊納州)
斯旺夸特（英語：Swan Quarter）是位於美國北卡羅萊納州海德縣的普查規定居民點，為海德縣之縣治。

## 人口
根據2020年美國人口普查的數據，斯旺夸特的面積為10.24平方千米，當中陸地面積為10.23平方千米，而水域面積為0.01平方千米。當地共有人口275人，而人口密度為每平方千米26.86人。